# 火野カチ子
火野 カチ子（ひの かちこ、1943年1月10日 - ）は、日本の舞台女優、声優。東京府（現在の東京都）出身。テアトル・エコー所属。夫は俳優・声優の納谷悟朗。旧芸名は火野 捷子（ひの しょうこ）・火野 カチコ。

## 略歴
早稲田大学第一文学部英文学科卒業。
劇団NLT、劇団浪曼劇場を経てテアトル・エコー所属。
井上ひさし作『表裏源内蛙合戦』で初舞台。

## 出演

### テレビアニメ
1974年
- 破裏拳ポリマー（サリー）

1977年
- ブロッカー軍団IVマシーンブラスター（ヘルエンジェラ）

1979年
- 巴里のイザベル（イルマ）

1980年
- ベルサイユのばら

1981年
- 六神合体ゴッドマーズ

1982年
- おちゃめ神物語コロコロポロン（アテーナー）

1983年
- 聖戦士ダンバイン（1983年 - 1984年、ルーザ・ルフト、トッド・ギネスの母親）

1985年
- ダーティペア（シャノン）

1987年
- 機甲戦記ドラグナー（1987年 - 1988年、アオイ・ワカバ）

1989年
- らんま1/2 熱闘編（小春）

1991年
- 太陽の勇者ファイバード（先生）

1999年
- ワイルドアームズ トワイライトヴェノム（老婆）

2003年
- 明日のナージャ（アンセルマ）
- キノの旅 -the Beautiful World-（大臣）

2004年
- とっとこハム太郎 はむはむぱらだいちゅ!（おばあさん）

2005年
- 英國戀物語エマ（女主人）
- 蟲師（しんらの祖母）

2009年
- スティッチ! 〜いたずらエイリアンの大冒険〜（ボニー）

### OVA
- 聖戦士ダンバイン [再編集版]（1988年、ルーザ・ルフト）
  - 鳳麟の章
  - 天魔の章
  - 羇愁の章
- 気分は形而上 実在OL講座（1994年、歳バレOL）
- ゴルゴ13 QUEEN BEE（1998年、パメラ）

### ラジオドラマ
- マカロニほうれん荘（1978年、八千草文子）

### 吹き替え

#### 女優
ベット・ミドラー
- イズント・シー・グレート（ジャクリーン・スザン）
- ハート・オブ・ウーマン（パーキンス医師）※ソフト版
- ファースト・ワイフ・クラブ（ブレンダ・カッシュマン）
- もう一度アイ・ラブ・ユー（リリー・レオナルド）

#### 映画
- 愛がこわれるとき（アイリス・ネッパー）※ソフト版
- 愛と死の間で（リディア・ラーソン〈クリスティーン・エバーソール〉）※ソフト版
- 愛に迷った時（バーバラネル・コールドウェル）
- 愛の奴隷（ベアトリス〈ステファニア・サンドレッリ〉）
- アガサ・クリスティーの奥さまは名探偵（ローズ・エヴァンジェリスタ〈ジュヌヴィエーヴ・ビュジョルド〉）
- 明るい離婚計画（ドリス）
- 熱き愛に時は流れて（ダーリーン・キーリー〈サヴァンナ・スミス・ボーチャー〉）
- あなたに恋のリフレイン
- アニー2（ウェブ夫人、マダム・シャーロット）
- アフターショック/ニューヨーク大地震
- アメリカン・アウトロー（ジェームズ兄弟の母〈キャシー・ベイツ〉）
- アメリカン・ハート（アパートの管理人〈キット・マクドノー〉）
- アメリカン・ヒストリーX（ドリス・ヴィンヤード〈ビヴァリー・ダンジェロ〉）
- ある貴婦人の肖像（タチェット夫人〈シェリー・ウィンタース〉）
- アントワン・フィッシャー きみの帰る場所（グウェン）
- 今そこにある危機（ジーン・ファウラー）※ソフト版
- 依頼人（クローデット）
- イン・ハー・シューズ
- ウィッカーマン（シスター・ビーチ）
- ウィンブルドン（オーガスタ・コルト）
- ウェイクアップ!ネッド（アニー〈フィオヌラ・フラナガン〉）
- ヴェロニカ・ゲリン（ジェラルディン・ギリガン）
- ウルフ（モード・ワギンス）※ソフト版
- エア・バディ2（ナターリャ〈ノーラ・ダン〉）※ソフト版
- エイプリルの七面鳥
- エイリアン2（フェッロ〈コレット・ヒラー〉）※DVD・VHS版、（医療技師）※テレビ朝日版
- エクソシスト ディレクターズ・カット版（ウィリー）
- エメラルド・フォレスト
- エルム街の悪夢4 ザ・ドリームマスター 最後の反撃
- オーバー・ザ・トップ ※TBS版
- 黄金作戦 追いつ追われつ（アイリーン・チェズニー）
- オスカー・ワイルド（レディ・マウントテンプル〈ジュディ・パーフィット〉）
- オリエント急行殺人事件 死の片道切符（アルヴァラード夫人〈レスリー・キャロン〉）
- オリバー!
- カーラの結婚宣言（ドリュー・エジソン）
- 案山子男（メルトン先生）
- 輝ける女たち（コレット）
- 壁の中に誰かがいる（家主の妻）
- 危険な情事
- Kissingジェシカ（ジュディ・スタイン）
- キルトに綴る愛（ソフィア〈ロイス・スミス〉）
- 近距離恋愛（ジョーン〈キャスリーン・クインラン〉）
- クイーンズ・ロジック/女の言い分・男の言い訳（マリア〈ケリー・ビショップ〉）
- クイックシルバー（エレン・ジョージ）
- グッドフェローズ（サンディ〈デビ・メイザー〉）
- 靴に恋して（アデラ〈アントニア・サン・フアン〉）
- グリース（マクジー校長）※ソフト版
- グリッドロック
- クルーエル・インテンションズ（レジーナ・グリーンバウム〈スージー・カーツ〉、シュガーマン夫人）
- グロリア（ダイアン〈キャシー・モリアーティ〉）
- ケーブルガイ（スティーヴンの母〈ダイアン・ベイカー〉）
- ゴースト/ニューヨークの幻（婦警）※ソフト版
- コードネームはファルコン（ドールトンの母〈プリシラ・ポインター〉）
- 恋は邪魔者（リッツァー〈フローレンス・スタンリー〉）
- 恋はデジャ・ブ（ドリス）
- 恋人たちの食卓（リャンおばさん）
- 心の旅（ジュリア）※ソフト版
- 心のままに（アマンダの母）
- コップ・アンド・ハーフ（ルビオ署長〈ホランド・テイラー〉）
- コブラ（ナンシー・ストーク）※TBS版
- ゴルゴ13（イボンヌ）
- サイコ（チェンバース夫人〈ルリーン・タトル〉）※ソフト版
- ザ・インタープリター（ハリス大使）
- ザ・フィアー2（祖母〈ベッツィ・パーマー〉）
- 幸せはパリで（フィリス・ブルーベーカー〈サリー・ケラーマン〉）
- ジキル博士はミス・ハイド（ウンターヴェルト会長〈ポリー・バーゲン〉）※VHS版
- シティ・スリッカーズ ※VHS版
- シビルの部屋（フローレンス・アシュビー）※日本テレビ版
- シャドー ※テレビ朝日版
- シャンプー台のむこうに（デイジー〈ローズマリー・ハリス〉）
- シュガー・ヒル（エラ・スカッグス〈カンディ・アレキサンダー〉、ドリス・ホリー）
- ジョシュア 悪を呼ぶ少年（ヘイゼル・ケアーン〈セリア・ウェストン〉）
- 知らなすぎた男（中年女性）
- スカイ・ハイ（スペックス看護師〈クロリス・リーチマン〉）
- スクリーム（テイタムの母〈フランシス・リー・マッケイン〉）
- スティール/鋼鉄の救世主（ハント夫人〈ルターニャ・アルダ〉）
- ストーリー・オブ・ラブ（ドット）
- スピーシーズ 種の起源（ヴィクトリア・ロス）※ソフト版
- スピード2（フラン・フィッシャー）※ソフト版、（デビー〈コリーン・キャンプ〉）※フジテレビ版
- スモーク（エム）
- スリーウイメン/この壁が話せたら（ジェニー・フォード〈CCH・パウンダー〉、テッシー〈アイリーン・ブレナン〉）
- スローターハウス5（バーバラ・ピルグリム）
- 青春の輝き（サリーの母）
- 世界で一番パパが好き!
- 絶叫屋敷へいらっしゃい（パルダ巡査）
- セックス調査団（サーシャ〈チューズデイ・ウェルド〉）
- セブン（グールド夫人）※テレビ東京版
- 008 皇帝ミッション（無相皇帝の妻〈ユエン・チョンヤン〉）
- 戦争と平和 ※ソフト版
- センダー/超誘導体（ジーナ〈ダイアン・キャノン〉）
- センチネル（ミス・ローガン〈エヴァ・ガードナー〉）
- そして、私たちは愛に帰る（スザンヌ〈ハンナ・シグラ〉）
- ソルジャー・ゴールド（シーラ）※VHS版
- ターナー&フーチ/すてきな相棒（ハーパー夫人）※機内上映版
- ダイ・ハード3（マルチネス校長）※フジテレビ版
- ダニエル・スティール/愛のカレイドスコープ・訣別の微笑（アイリーン〈エリザベス・リー＝ミルネ〉）※テレビ東京版
- タロス・ザ・マミー/呪いの封印（シア警部〈オナー・ブラックマン〉）
- 超能力学園Z PART2 パンチラ・ウォーズ（チョリーノ先生〈カレン・ブラック〉）
- チンパンジー・ジェニー
- 月の輝く夜に（モナ）※JAL機内上映版
- ティーン・エージェント
- ディア・ブラザー（エリザベス・ウォーターズ〈カレン・ヤング〉、ハローラン夫人）
- テックス（ジョンソン教頭〈フランシス・リー・マッケイン〉）
- デトロイト・ロック・シティ（ブルース夫人〈リン・シェイ〉）
- デリンジャー（アンナ・セイジ〈クロリス・リーチマン〉）※テレビ東京版
- 天使にラブ・ソングを2（フローレンス・ワトソン〈シェリル・リー・ラルフ〉）※ソフト版
- 天使のくれた時間（ベティ・ピーターソン）
- ドク・ソルジャー/白い戦場（ホワイト看護師）※ソフト版
- ドクター・ジャガバンドー（ポーター学長〈ドリス・ベラック〉）
- ドッグヴィル（ジンジャー〈ローレン・バコール〉）
- ドラッグストア・カウボーイ（ボブの母〈グレイス・ザブリスキー〉）
- ドメスティック・フィアー（テレサ〈デブラ・ムーニー〉）
- ニクソン（マーサ・ミッチェル〈マデリーン・カーン〉）
- ニューヨーク・ミニット（ベニーの母）
- ニル・バイ・マウス（ジャネット）
- ネゴシエーター（エイコ・キムラ）※ソフト版
- ネットフォース（ピータース判事、トニの母）※NHK版
- ハート・オブ・ウーマン（イヴ〈デルタ・バーク〉）※ソフト版
- ハートに火をつけて ※テレビ東京版
- パーフェクト・ワールド（ロッティ）※ソフト版
- ハイランダー 悪魔の戦士（ケイト）
- ハウスゲスト/あんただ〜れ?（ナンシー・パイク、ミシェル・キャステル）
- バウンティー・ハンター（キティ・ハーレイ〈クリスティーン・バランスキー〉）
- バグジー（ディ・フラッソ伯爵夫人〈ビビ・ニューワース〉）
- 裸の銃を持つ男PART2 1/2 ※ソフト版
- 裸の銃を持つ男PART33 1/3 最後の侮辱（ルイーズ〈エレン・グリーン〉、ラクエル・ウェルチ）※ソフト版
- 裸の銃を持つ逃亡者（フレドリー医師〈サンドラ・バーンハード〉）
- バッドボーイズ（アリソン・シンクレア〈マーグ・ヘルゲンバーガー〉）※ソフト版
- ハリー・ポッターと賢者の石（マダム・フーチ〈ゾーイ・ワナメイカー〉）
- ハルク（クレンズラー婦人〈セリア・ウェストン〉）
- バンガー・シスターズ（ラヴィニア（ヴィニー）〈スーザン・サランドン〉）※機内上映版
- バンデットQ（ケヴィンのママ）
- ハンニバル（イヴェルダ・ドラムゴ）※ソフト版
- ビッグ・ヒット（ジーン・シュルマン〈レイニー・カザン〉）
- ビッグママ・ハウス（パターソン2）
- ビッグママ・ハウス2（ミセス・ギャラガー〈ローダ・グリフィス〉）
- 羊たちの沈没（アントニオの母〈シェリー・ウィンタース〉）
- ピノキオ（ブーカの妻〈ドーン・フレンチ〉）
- ピンクの豹（アンジェラ・ダニング）※テレビ東京版
- ファイターズ・レガシー（イェン〈チェン・ペイペイ〉）
- ファンハウス/惨劇の館（エイミーの母）
- フィールド・オブ・ドリームス（ビューラ・ケスニック）※DVD版
- フェノミナン（ボニー）
- フェリックスとローラ（マダム・イルズー）
- フォエバー・フレンズ（リオナ・ブルーム〈レイニー・カザン〉、ライラ・レイク）※テレビ東京版
- フォルテ（ユージニーの母〈マリアン・セルデス〉）
- 復讐の用心棒（ニーナ〈クリスティーナ・ジョサニ〉）
- 普通じゃない（ゲシュテテン）※ソフト版
- プリティ・ウーマン（エリザベス・スタッキー〈エイミー・ヤスベック〉）※ソフト版
- ブレス・ザ・チャイルド（ダーニャ）
- ブロンコ・ビリー（ランニング・ウォーター〈シエラ・ペシャー〉）
- ベガス・バケーション（ミラージュ・ホテルの受付係〈ジュリア・スウィーニー〉）
- ベスト・キッド4（ルイーザ・ピアース）
- ベッカムに恋して（ビジ）
- ヘルショック 戦慄の蘇生実験（エルケ）
- ボーイズ・ドント・クライ（ラナの母）
- ボーン・イエスタデイ（ベアトリス・ダフィ）
- ホーンテッド・ハウス（ドリー）
- ぼくとロッタの大逆転（校長先生）
- 星の王子 ニューヨークへ行く（ダリルの母）※フジテレビ版
- ホワイトハンター ブラックハート（マーガレット・マグレガー）
- ホワット・ライズ・ビニース（ロイス・テンプルトン）
- マージョリーの告白（アイリス・ハンター〈キャリー・フィッシャー〉）
- マドンナのスーザンを探して
- マネキン2（ジェイソンの母 / ウィリアムの母）※VHS版
- 南から来た用心棒（ドロレス）※TBS版
- ミュージック・オブ・ハート（ラモンの母〈オルガ・メレディス〉）
- ミラクル・アドベンチャー/カザーン（公爵夫人）
- めぐり逢えたら（アイリーン・リード〈フランセス・コンロイ〉、ジェシカの母親）※ソフト版
- メン・イン・ブラック（エデルソン）※ソフト版
- 目撃（ヴァレリー）※ソフト版
- モニカ・ベルッチ ジュリア（ジュリアの母）
- 誘拐騒動/ニャンタッチャブル（フリント夫人〈ダイアン・キャノン〉）※VHS版
- 48時間PART2/帰って来たふたり ※ソフト版
- ライアー（ムック〈エレン・バースティン〉）
- リーサル・ウェポン（トリッシュ〈ダーレン・ラヴ〉）
- リアリティ・バイツ（シャーレーヌ・マグレガー〈スージー・カーツ〉）
- リトル・ダンサー（ウィルキンソン夫人〈ジュリー・ウォルターズ〉）※BD版
- ルーキー（ローラ・アッカーマン）※ソフト版
- ルームメイト ※テレビ朝日版
- Let'sチェックイン!（デラクローチェ夫人）
- レッド・バイオリン（ルルー）
- レナードの朝（ミリアム〈アン・メイラ〉）※ソフト版
- ローサのぬくもり（ローサ）
- ローラーボール（オルガ）※ソフト版
- ロシア・ハウス
- ロボコップ2（エステヴェス〈ワンダ・デ・ジーザス〉）※20世紀フォックス版
- ロボコップ3（バーサ〈CCH・パウンダー〉）※ソフト版
- 若草物語（カーク夫人）
- ワンス・アポン・ア・タイム・イン・アメリカ（ペギー）※テレビ朝日版

#### ドラマ
- アガサ・クリスティー ミス・マープル 予告殺人（ドラ・バンナー〈エレイン・ペイジ〉）
- アナザー・ライフ〜天国からの3日間〜 シーズン1 #5・9（ヤエル〈ダイアン・キャロル〉）
- アリー my Love
- ER緊急救命室
  - シーズン1 #9、#22（ネメス大尉〈ブライアン・プラザー〉）
  - シーズン2 #4（フリーダ）
  - シーズン3 #5（デビー〈パティ・ティッポ〉）
  - シーズン9（ステラ・ウィリス〈ダイアン・デラーノ〉）
  - シーズン10 #10（ジニー〈アリソン・リード〉）
  - シーズン12・15（ビー〈パット・レンツ〉）
- X-ファイル（ダナ・スカリーの母）※ソフト版
  - Xファイル2016
- F.B.EYE!! 相棒犬リーと女性捜査官スーの感動!事件簿 シーズン1 #19（ルーシーの母）
- 思いっきりハイキック!（ナ・ムニ〈ナ・ムニ〉）
- 俺がハマーだ! シーズン1 #20（ズボラスカ博士）
- がんばれ!ベアーズ シーズン2 #7（ローズ）
- 恐竜家族（シモンヌ）
- glee/グリー（ドリス〈キャロル・バーネット〉）
- クリミナル・マインド FBI行動分析課（アンドレア、ゲイルの母）
- グレイズ・アナトミー 恋の解剖学（ジェーン・バーク）
- 刑事マルティン・ベック 消えた消防車（ナディア・コヴァックス）
- コールドケース7 ザ・ファイナル
- ザ・ハンガー シーズン1 #12（ヘレン・スローン〈マーゴット・キダー〉）
- ザ・ホワイトハウス（ナンシー・マクナリー博士）
- しあわせの処方箋（モーリーン）
- SUITS/スーツ（ジョイ〈スーザン・セント・ジェームズ〉）
- スタートレック:エンタープライズ（ヴラー）
- 超音速攻撃ヘリ エアーウルフ シーズン2 #21（コーヴ夫人〈クリスティナ・ハート〉）
- 超音速ヒーロー ザ・フラッシュ ※日本テレビ版
- 24 -TWENTY FOUR-（マーサ・ローガン）
- 特攻野郎Aチーム シーズン5 #12（オルガ）
- パワーレンジャー・ターボ（ママD）
- ファミリータイズ シーズン3 #22（若き日のメイ）
- ふたりは最高!ダーマ&グレッグ シーズン4 #20（ジョイス）
- フレンズ（エステル・レナード）
- ボードウォーク・エンパイア 欲望の街
- ボディ・オブ・プルーフ2 死体の証言（トラバーズ〈カンディ・アレキサンダー〉）
- ミス・マープル 動く指（アンジェラ・シミントン、ローズ）
- 世にも不思議なアメージング・ストーリー シーズン2 #4（ハリーの母〈シャロン・スペルマン〉）
- ロンサム・ダブ（サリー・スカル〈オーラン・ジョーンズ〉）

#### アニメ
- ザ・シンプソンズ（ミリセント、バレエ教師、児童福祉課職員、ドゥエガー、ベル）
- スーパーマン（マーラ）
- ビリー&マンディ（ターニャ）
- ホーム・オン・ザ・レンジ にぎやか農場を救え!（アニー）

### 舞台
- 表裏源内蛙合戦
- 二番街の囚人
- 整形手術
- 陽気な幽霊
- うそつきビリー
- シルヴィアの結婚
- 青年がみな死ぬ時